# Bítovany
Bítovany (en allemand : Bitowan) est une commune du district de Chrudim, dans la région de Pardubice, en République tchèque. Sa population s'élevait à 437 habitants en 2022.

## Géographie
Bítovany se trouve à 6 km à l'ouest du centre de Chrast, à 8 km au sud-est de Chrudim, à 17 km au sud-sud-est de Pardubice et à 105 km à l'est-sud-est de Prague.
La commune est limitée par Orel à l'ouest et au nord, par Zaječice à l'est, par Žumberk au sud, et par Lukavice au sud-ouest.

## Histoire
La première mention écrite de la localité remonte à l'année 1347.

## Galerie

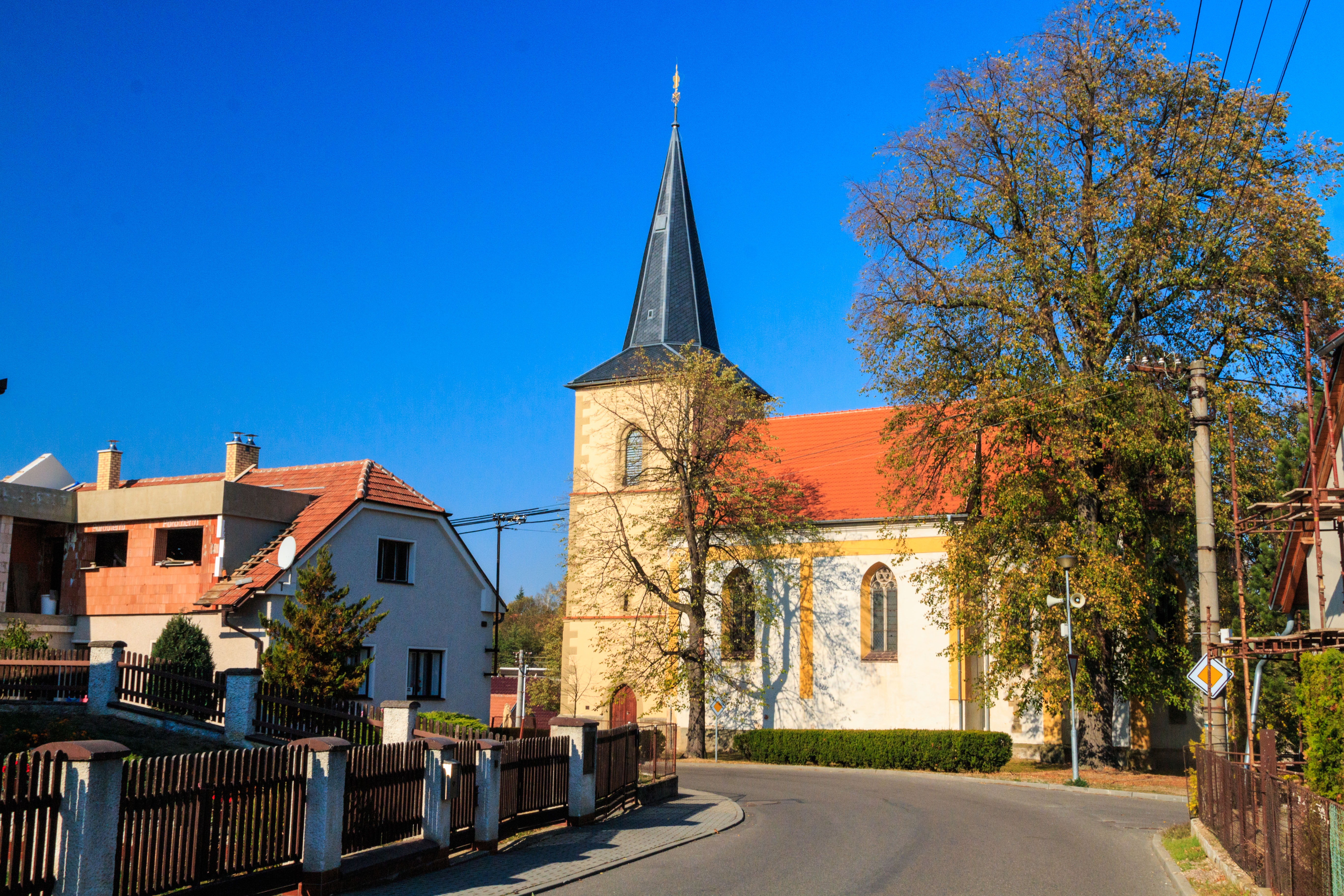
Église Saint-Barthélemy à Bítovany.
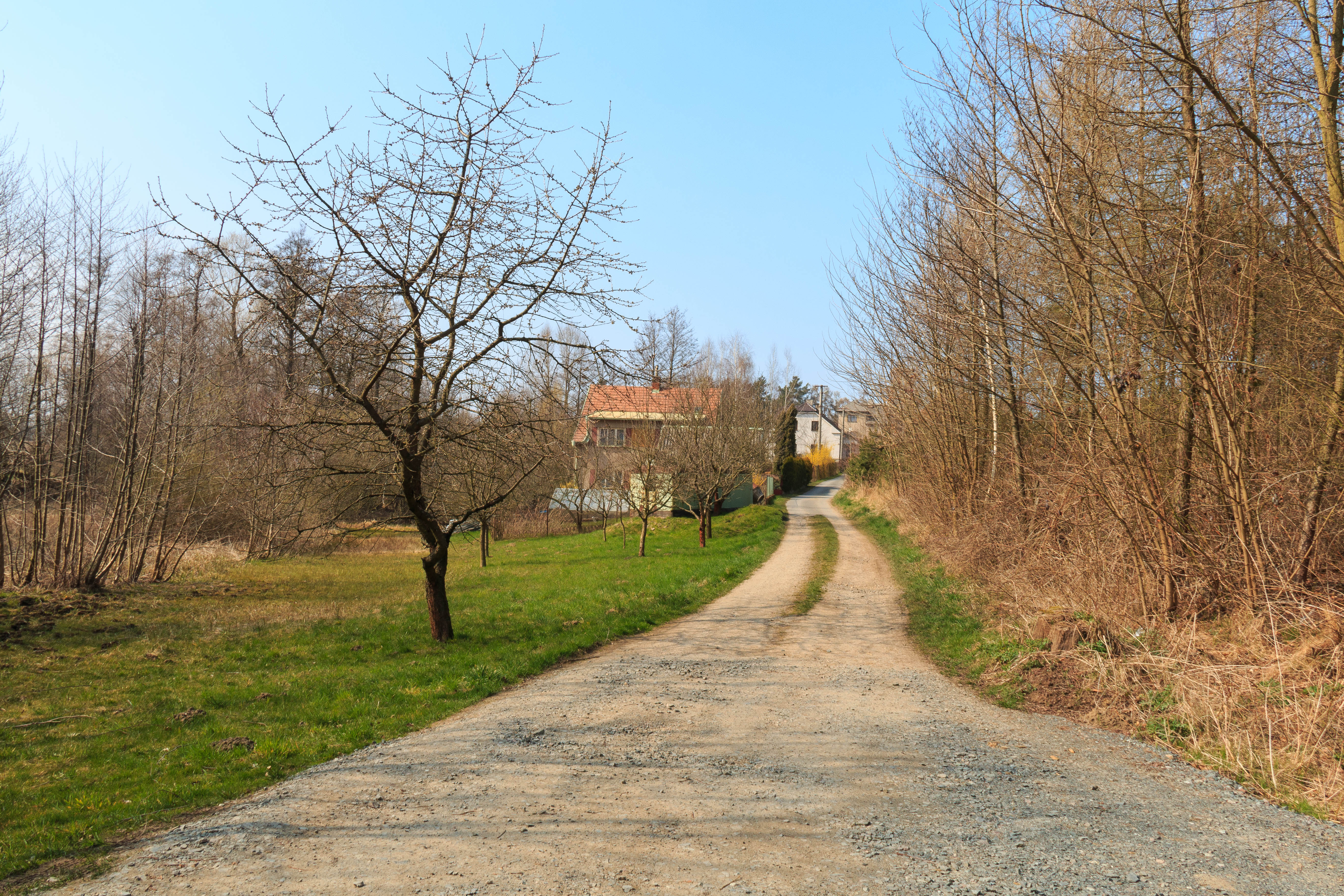
Route de campagne.

## Transports
Par la route, Bítovany se trouve à 9 km de Chrudim, à 20 km de Pardubice et à 129 km de Prague. 